# 1707 en musique classique
| \| • Retour à la chronologie générale de la musique classique • \| |
| Grèce • Rome • Haut Moyen Âge • VIIIe siècle • IXe siècle • Xe siècle • XIe siècle XIIe siècle • XIIIe siècle • XIVe siècle • XVe siècle • XVIe siècle • XVIIe siècle XVIIIe siècle • XIXe siècle • XXe siècle • XXIe siècle |
| • Retour à la chronologie générale de la musique classique • |

| Années en musique classique : 1704 - 1705 - 1706 - 1707 - 1708 - 1709 - 1710    |
| Décennies en musique classique : 1670 - 1680 - 1690 - 1700 - 1710 - 1720 - 1730 |

## Événements
- 5 janvier : création d’Il Mitridate Eupatore, tragedia in musica d'Alessandro Scarlatti Teatro San Giovanni Grisostomo de Venise.
- avril : Dixit Dominus de Georg Friedrich Haendel.
- 2 mai : première représentation de Bradamante, tragédie lyrique de Louis de La Coste.
- novembre : Rodrigo, opéra de Georg Friedrich Haendel, créé à Florence.
- Pièces de clavecin qui peuvent se jouer sur le violon, d'Élisabeth Jacquet de La Guerre.
- Principes de la flûte traversière, de Jacques-Martin Hotteterre.
- Toccata et fugue en ré mineur (BWV 565) (1703-1707) de Jean-Sébastien Bach.
- Cantates de Jean-Sébastien Bach :
  - Aus der Tiefen rufe ich, Herr, zu dir
  - Christ lag in Todesbanden
  - Gottes Zeit ist die allerbeste Zeit
  - Nach dir, Herr, verlanget mich

## Naissances

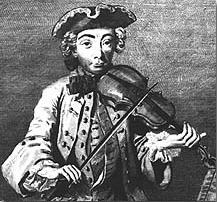
Michel Corrette

- 10 avril : Michel Corrette, organiste et compositeur français († 21 janvier 1795).
- 2 mai : Jean-baptiste Barrière, compositeur français († 6 juin 1747).
- 14 mai : António Teixeira, prêtre, compositeur et claveciniste portugais († 1754).
- 11 juin : Pietro Trinchera, librettiste italien († 12 février 1755).
- 28 juillet : Bernard-Aymable Dupuy, compositeur français († 30 décembre 1789).
- 14 septembre : Jacques-Philippe Lamoninary, compositeur et violoniste français († 30 octobre 1802).
- 18 décembre : Charles Wesley, compositeur anglais d'hymnes († 29 mars 1788).

Date indéterminée :
- Matthew Dubourg, violoniste et compositeur irlandais († 3 juillet 1767).
- Pietro Domenico Paradisi, compositeur italien († 25 août 1791).
- Marie Pélissier, cantatrice française († 21 mars 1749).

## Décès

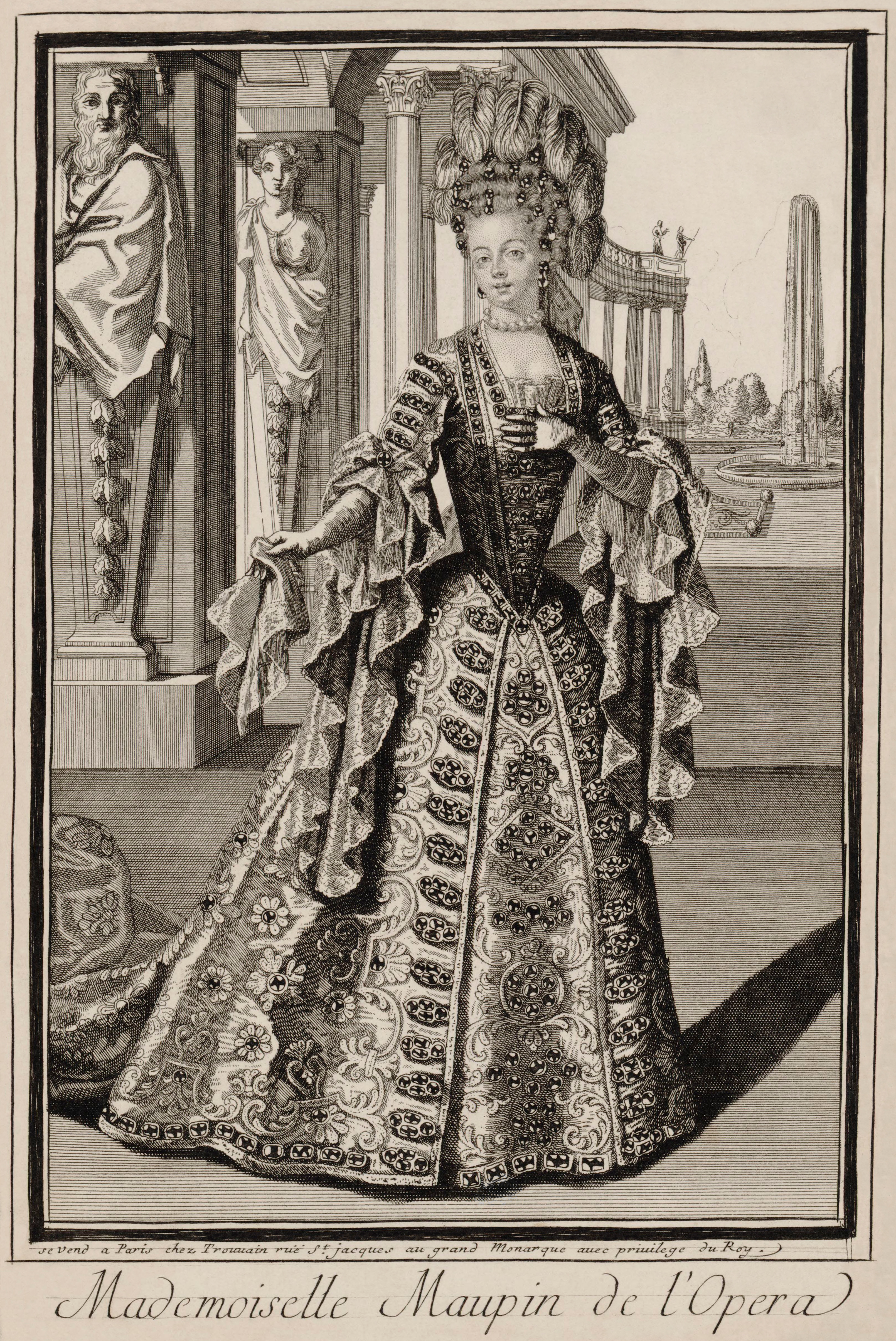
Mademoiselle de Maupin

- 9 février : Giuseppe Aldrovandini, compositeur, maître de chapelle et professeur de chant italien (° 8 juin 1671).
- 9 mai : Dietrich Buxtehude, compositeur allemand (° 1637).
- 4 juin : Antonio Foggia, compositeur et maître de chapelle italien (° 12 juin 1652).
- 20 août : Nicolas Gigault, organiste et compositeur français (° 1627).
- 5 octobre : Daniel Speer, compositeur allemand (° 2 juillet 1636).
- 1er décembre : Jeremiah Clarke, compositeur anglais (° 1674).

Date indéterminée :
- Mademoiselle de Maupin, actrice et cantatrice française (° 1670).
- Gaspard Le Roux, compositeur français (° ca 1660).